# MovieStarPlanet
MovieStarPlanet (w Hiszpanii również jako MyStarPlanet) – komputerowa gra edukacyjna stworzona przez duńskiego projektanta Clausa Jensena, wydana w 2009 roku na platformach iOS, Android oraz Microsoft Windows. Przeznaczona jest dla dzieci w wieku od 8 do 15 lat.
W MovieStarPlanet gracze tworzą własne gwiazdy filmowe, które mogą uczestniczyć w produkcji krótkich filmów. Istnieje również możliwość umeblowania własnego domu, porozmawiania z innymi graczami oraz uczestniczenia w minigrach (np. rysowanie, projektowanie ubrań itp.). Produkcja sprzyja tworzeniu społeczności graczy, którzy mogą się wymieniać stworzonymi filmami oraz nawiązywać przyjaźnie z innymi użytkownikami.
MovieStarPlanet zdobyła ogromną popularność na całym świecie. W czerwcu 2013 roku, szczytowym momencie popularności, grało w nią 100 milionów użytkowników. Sukces gry MovieStarPlanet przyczynił się do otwarcia w Danii markowej sieci sklepów z koszulkami, jak również do powstania czasopisma wydanego przez Egmont.
W 2020 ukazała się kontynuacja gry – MovieStarPlanet 2. Wydano ją w wersji beta.